# LinkedIn
LinkedIn je poslovno orientirano spletno socialno omrežje. Podjetje je bilo ustanovljeno decembra leta 2002, spletni portal pa je zaživel 5. maja 2003. V glavnem se omrežje uporablja za mreženje v poslovnem svetu. V 2006 je omrežje LinkedIn naraslo na 20 milijonov članov.  Od junija leta 2013, je bilo na tem omrežju registriranih že več kot 259 milijonov uporabnikov v več kot 200 državah in regijah po svetu.
Spletni portal deluje v 20-ih različnih jezikih; vključno s kitajskim, angleškim, francoskim, nemškim, italijanskim, portugalskim, španskim, nizozemskim, švedskim, danskim, romunskim, ruskim, turškim, japonskim, češkim, polskim, korejskim, indonezijskim, malezijskim, in tagaloškim (filipinskim) jezikom. Od 2. julija 2013 Quantcast poroča, da ima LinkedIn 65,6 milijonov različnih mesečnih obiskovalcev v ZDA in 178,4 milijonov globalnih obiskovalcev. Število je do 29. oktobra 2013 naraslo na 184 milijonov. V juniju 2011 je imel LinkedIn 33,9 milijona različnih obiskovalcev, kar je 63 odstotkov več kot leto prej in je tako prehitel socialno omrežje MySpace. LinkedIn je v januarju 2011 oddal začetno javno ponudbo in svoje prve delnice prodal 19. maja 2011 na Newyorški borzi (NYSE) pod kratico »LNKD«.

## Zgodovina
Izvršni direktor podjetja LinkedIn je Jeff Weiner, ki je pred tem upravljal spletnega velikana Yahoo! Inc. Podjetje je ustanovil Reid Hoffman in ustanovitelji podjetja PayPal ter Socialnet.com (Allen Blue, Eric Ly, Jean-Luc Vaillant, Lee Hower, Konstantin Guericke, Stephen Beitzel, David Eves, Ian McNish, Yan Pujante in Chris Saccheri).
Reid Hoffman, ki je bil pred tem izvršni direktor podjetja LinkedIn, je trenutno predsednik uprave podjetja. Sedež podjetja LinkedIn se nahaja v mestu Mountain View v Kaliforniji. Poslovni prostori podjetja se nahajajo v Omahi, Chicagu, New Yorku, Londonu, Dublinu, Singapurju, Hong Kongu ter na Kitajskem, Japonskem in v Avstraliji, Indiji in Dubaju. Podjetje je prve dobičke začelo dobivati v marcu leta 2006. Do januarja leta 2011 je podjetje dobilo za 103 milijonov dolarjev investicij.

## Članstvo
Od leta 2013 ima LinkedIn več kot 300 milijonov članov v več kot 200 državah in regijah po vsem svetu.  S tem je v veliki prednosti pred drugimi konkurenti, kot so Viadeo (50 milijonov) in Xing (10 milijonov). Vsako sekundo se na omrežje prijavita dva nova člana. Z 20 milijoni novih uporabnikov je imela Indija v letu 2013 najhitrejšo rast uporabnikov na omrežju.
Države z največ uporabniki LinkedIn (januar 2014) so:
| država              | uporabniki   | rast    |
| ------------------- | ------------ | ------- |
| ZDA                 | 93 milijonov | 29,90 % |
| Indija              | 24 milijonov | 2,02 %  |
| Brazilija           | 16 milijonov | 7,69 %  |
| Združeno kraljestvo | 14 milijonov | 22,41 % |
| Kanada              | 9 milijonov  | 25,82 % |
| Francija            | 7 milijonov  | 9,91 %  |
| Španija             | 6 milijonov  | 11,54 % |
| Italija             | 6 milijonov  | 9,88 %  |
| Mehika              | 6 milijonov  | 4,72 %  |
| Avstralija          | 6 milijonov  | 23,88 % |

### Omrežje uporabniških profilov
Osnovna funkcionalnost LinkedIn omrežja omogoča uporabnikom kreiranje uporabniških profilov in povezovanje uporabniških računov med seboj. Gre za socialno omrežje, ki predstavlja poslovna poznanstva iz realnega sveta. Uporabniki lahko povabijo vsakogar (LinkedIn uporabnika ali ne) in z njim preko omrežja vzpostavijo povezavo. Če povabljeni zahtevo za stik označi kot nadležno ali nepoznano, to šteje proti osebi, ki je podala zahtevo. Če je takšnih odgovorov več, lahko LinekedIn uporabniški račun zapre.